# Twenty Two (sång av Bad Cash Quartet)
Twenty Two är en sång av skriven av Jonas Lundqvist och Martin Elisson. Den utgör femte spår på Bad Cash Quartets tredje och sista studioalbum Midnight Prayer (2003) och utgavs även som singel 2004.
"Twenty Two" spelades in i Svenska Grammofonstudion i Göteborg. Som B-sida valdes The Bear Quartet-covern "Put Me Back Together", skriven av Mattias Alkberg och Peter Nuottaniemi. "Put Me Back Together" fanns tidigare utgiven på tributalbumet Money Talks. "Twenty Two" tog sig in på Trackslistan där den låg en vecka på plats 16 med start den 6 mars 2004.

## Låtlista
1. "Twenty Two" – 3:50 (text: Martin Elisson, musik: Jonas Lundqvist)
2. "Put Me Back Together" – 4:56 (text: Peter Nuottaniemi, musik: Mattias Alkberg)

## Listplaceringar
| Lista (2004) | Topplacering |
| ------------ | ------------ |
| Tracks       | 16           |